# جوليتا نورما فييرو جوسمان
جوليتا نورما فييرو جوسمان (بالإسبانية: Julieta Norma Fierro Gossman)‏ (و. 1948 – م) هي عالمة فيزياء فلكية، وpopularizer of science، وعالمة فلك، وباحثة، ومُدرسة من المكسيك . ولدت في مدينة مكسيكو .وهي عضوة في الأكاديمية المكسيكية للغة .

## التعليم
تعلمت في الجامعة الوطنية المستقلة في المكسيك

## جوائز
حصلت على جوائز منها:
- جائزة كالينغا
- دكتوراه فخرية.

## روابط خارجية
- جوليتا نورما فييرو جوسمان على موقع IMDb (الإنجليزية)